# ザ・ファミレス
『ザ・ファミレス』は、ファミリーレストランの経営シミュレーションゲーム。制作はザ・コンビニと同じマスターピースで、原作はPC版、アートディンクによりプレイステーションにも移植され、後にはヒューマンより家庭用オリジナル作品も発売された。

## 概要
基本的な事はザ・コンビニと同じであるが、ファミレスが舞台のためシステムが異なる点がある。
以下、ザ・コンビニと異なる点を挙げる。
- 従業員が料理人・店員に分かれており、業務内容に違いがあり両方雇わなければならない。
- 取扱商品のジャンルを和食、洋食、中華から選択し、その中でメニューの操作を行うなどが挙げられる。
- 都庁を誘致する（町の人口が2万5000人で誘致される）や町の人口を増やすシナリオがあるが、ザ・コンビニシリーズと異なりプレイヤーが能動的にお金を払って建物などを誘致することはできない。ただし、後述の「パワーアップ・キット」で一部のシナリオでは誘致計画に出資することができるランダムイベントが追加された。なお、金額を規定範囲内で増減させることはできるが誘致成功率はマスクデータとなっており、最大金額を支払っても誘致に失敗することもある。

## システム
プレイヤーは食を中心に動く街のファミレスのオーナーとなり、ライバル店と競い合いながら店のチェーン展開と街の発展を目指していく。店の設置、店舗の内装考案、従業員の募集。それらの仕事をこなしながら、各シナリオに設定された条件クリアを目指していく。

### 店舗の選択
最初にシナリオを選択（街を発展させ都庁を誘致せよ等）し、「そば屋（和食）」「喫茶店（洋食）」「ラーメン屋（中華）」の3つから選び各々の店舗を経営してゆく。最初は小規模な店舗だが、ゲームが進むとレベルが上の店舗に改装できるようになり、一例を上げると和食の場合は『そば屋』→『和食専門店』→『高級割烹店』となる。改装すると取り扱えるメニューが増えるが料理人にも和食、洋食、中華それぞれにレベルがあり、レベルが低いまま改装しても新しいメニューは調理することができない。またゲームが進むと「ファミリーレストラン」などすべてのジャンルを扱える店舗も出てくる。

### 内装
サンプルの中から選ぶことも出来るが、プレイヤーの任意で店舗のデザインをする事も出来る。レジや駐車場を多く取り回転率を優先させるか、席を多くして最大席数を確保するか等、戦略にもかかわってくる。駐車場は集客効果が高い。尚、直接の売り上げには関係無いが、植木や窓などの装飾品も置ける。資金限度があるので、最初は小さい店に、徐々に大きくして行くのが好ましい。

### 従業員の募集
従業員の募集で調理人やウェイターを決める事が出来る。料理人は著名な料理研究家や既に有名店での実働経験がある者などを獲得する事も出来る。料理学校を卒業したばかりなど、未経験者や経歴が浅い人員も、働かせる事によりレベルアップし、調理できる品も豊富になってくる。勤務評定表には、体力、可搬力、記憶力など従業員の能力が表示される。従業員の働くようすや客の動きは2Dアニメーションで表示される。本作において「調理できる品数」そのものが店舗のレベルアップに直接かかわって来る重要な部分である。

### 税金
毎年4月に徴収される税金は、前年度の収支の50パーセント分が徴収される。

## シリーズ
- PC向け（すべてWindows向けかつ販売終了）

ザ・ファミレス ～あの町を独占せよ～
1998年4月24日発売。シリーズの第一作目、なおザ・コンビニIIIは本作がベースとなっている。
ザ・ファミレス ～パワーアップ・キット～
パワーアップキットとあるが、本作だけでもプレイ可能。
シナリオ、SE、店員の引き抜きや料理対決などのイベントが追加された。

- 家庭用ゲーム機向け（すべてプレイステーションかつ販売終了）

ザ・ファミレス1998年12月3日発売。PC版をほぼそのまま移植、制作・販売はアートディンク。
廉価版はサクセス 「SuperLite1500シリーズ ザ・ファミレス」2003年5月22日発売。
ザ・ファミレス～史上最強のメニュー～
1998年12月17日発売。家庭用向けのオリジナルタイトル、制作元はヒューマン。
本作はすかいらーく、ガスト、バーミヤン、藍屋、夢庵、ジョナサンとタイアップし、実在したメニューを販売することができる。
ヒューマン倒産以降は以下の会社が販売した。
メディアエンターテイメントが「Best of the Best ザ・ファミレス〜史上最強のメニュー〜」2000年5月11日発売。
ハムスター 「Major Waveシリーズ ザ・ファミレス 史上最強のメニュー」2003年5月22日発売。また同社によりゲームアーカイブスでも2007年7月26日より配信。2012年8月22日をもって一旦配信終了となったが2014年10月22日より配信再開。レイティングはCERO：A（全年齢対象）。

他にも携帯電話向けに配信された作品もある（現在は配信終了）

## 関連書籍
- ザ・ファミレス あの街を独占せよ 公式ガイドブック ISBN 978-4839900199
- ザ・ファミレス あの街を独占せよ 完全公式ガイドブック ISBN 978-4883770243
- マスターピース公認 ザ・ファミレス あの街を独占せよ 最終攻略読本 ISBN 978-4883215133
- ザ・ファミレス 公式ガイドブック ISBN 978-4883770564
- ザ・ファミレス 史上最強のメニュー 敏腕店長養成マニュアル ISBN 978-4063431469